# 朗德奧克 (喬治亞州)
朗德奧克（英語：Round Oak）是位於美國喬治亞州瓊斯縣的一個非建制地區。該地的面積和人口皆未知。

## 地理
朗德奧克的座標為33°06′39″N 83°36′55″W / 33.11083°N 83.61528°W，而該地的平均海拔高度為191米（即627英尺）。